# Holotrichia miranda
Holotrichia miranda är en skalbaggsart som beskrevs av Sharp 1881. Holotrichia miranda ingår i släktet Holotrichia och familjen Melolonthidae. Inga underarter finns listade i Catalogue of Life.